# Eeuwigdurende september
Eeuwigdurende september (Engels: Eternal September of September that never ended) is een usenet-term, bedacht door Dave Fischer om te refereren aan de periode van september 1993. De term omvat de opvatting dat de eindeloze instroom van nieuwe gebruikers (Newbies) die toen begon, de standaarden voor het gedrag en vertoog op Usenet, en in bredere zin het gehele internet, alsmaar heeft verlaagd.

## Achtergrond
Usenet begon als een netwerk tussen universiteiten. Elk jaar in september kregen de nieuwe studenten aan deze universiteiten toegang tot usenet. Het kostte altijd wat tijd voor deze nieuwe gebruikers gewend waren aan het gebruik van usenet, en op de hoogte waren van de geldende normen en waarden, de nettiquette. Na ongeveer een maand hadden de meeste nieuwkomers dit voldoende geleerd, waardoor september er altijd echt uitsprong als de maand waarin de instroom van onervaren en niet altijd even beleefde nieuwkomers een piek kende.
In 1993 begon de online server America Online Usenet echter ook beschikbaar te maken voor leden van buiten de universiteiten. In de ogen van veel oude gebruikers van Usenet waren deze zogenaamde "AOLers" veel minder in staat om snel de nettiquette van Usenet te leren dan universiteitsstudenten, vooral omdat America Online weinig moeite deed haar gebruikers te informeren over de gang van zaken op usenet. Bovendien was de instroom van nieuwe gebruikers zo groot, dat de oude gebruikers hen niet allemaal konden wijzen op de sociale normen en nettiquette.
Sinds die dag heeft de toenemende populariteit van internet ervoor gezorgd dat er continu nieuwe gebruikers bij komen. Vanuit het oogpunt van de oude gebruikers van Usenet was het alsof de piek die men voor 1993 normaal in september zag nooit meer op zou houden. In januari 1994 gebruikte Dave Fischer in een post op alt.folklore.computers voor het eerst de term eeuwigdurende september om aan deze nieuwe situatie te refereren:

It's moot now. September 1993 will go down in net.history as the September that never ended.

Als gevolg van de eeuwigdurende september hebben sommige van de oude groepen die Usenet gebruikten binaire groepen afgezonderd (Telus in Canada) of Usenet zelfs geheel verworpen (Comcast, AT&T). Op 9 februari 2005 besloot American Online om niet langer toegang te geven tot Usenet.